# David Byrd
David Byrd (* 3. September 1932 in New York City, New York; † 26. Januar 2001 in Studio City, Los Angeles, Kalifornien) war ein US-amerikanischer Schauspieler.

## Leben
Byrd begann seine Karriere in Film und Fernsehen Mitte der 1970er Jahre. Nach Gastauftritten in Unsere kleine Farm und Starsky und Hutch hatte er sein Spielfilmdebüt im Blaxploitationfilm Alaskaträume. 1977 stellte er in 52 Folgen der Seifenoper Mary Hartman, Mary Hartman die Rolle des Vernon Bales dar. Im selben Jahr spielte er im Katastrophenfilm Achterbahn. Als Dr. Lester war er in einer wiederkehrenden Rolle in der Sitcom Highcliffe Manor zu sehen.
1980 agierte Byrd in John G. Avildsens Thriller Die Formel an der Seite von George C. Scott und Marlon Brando. Es folgten Gastrollen in erfolgreichen Serien der 1980er Jahre wie Cagney & Lacey, Remington Steele und Polizeirevier Hill Street. Von 1985 bis 1986 gehörte er neben Mary Tyler Moore, Katey Sagal und James Tolkan zur Stammbesetzung der Sitcom Mary, die jedoch nach 13 Folgen eingestellt wurde. In der Krimireihe Columbo hatte er zwei Auftritte in unterschiedlichen Rollen. Weitere Filmrollen spielte er unter anderem in Die Beverly Hillbillies sind los!, Hudsucker – Der große Sprung und Lost Highway.
Byrd starb an den Folgen einer Krebserkrankung. Er war von 1961 bis zu seinem Tod mit der Schauspielerin Anne Gee Byrd verheiratet, aus der Ehe ging eine Tochter hervor.

## Filmografie (Auswahl)

### Fernsehen
- 1975: Unsere kleine Farm (Little House on the Prairie)
- 1976: Starsky und Hutch
- 1983: Cagney & Lacey
- 1986: Unglaubliche Geschichten (Amazing Stories)
- 1987: Chefarzt Dr. Westphall (St. Elsewhere)
- 1989: Columbo: Selbstbildnis eines Mörders (Murder, a Self Portrait)
- 1990: Wunderbare Jahre (The Wonder Years)
- 1992: Columbo: Bluthochzeit (No Time to Die)
- 1994: New York Cops – NYPD Blue (NYPD Blue)
- 1998–2000: Alle lieben Raymond (Everybody Loves Raymond)
- 1999: Emergency Room – Die Notaufnahme (ER)

### Film
- 1977: Achterbahn (Rollercoaster)
- 1980: Die Formel (The Formula)
- 1983: Der Mann mit zwei Gehirnen (The Man with Two Brains)
- 1984: Solo für 2 (All of Me)
- 1989: Tango und Cash (Tango & Cash)
- 1993: Die Beverly Hillbillies sind los! (The Beverly Hillbillies)
- 1994: Hudsucker – Der große Sprung (The Hudsucker Proxy)
- 1996: Der Rasenmäher-Mann 2 – Beyond Cyberspace (Lawnmower Man 2: Beyond Cyberspace)
- 1997: Lost Highway
- 1998: Wunsch & Wirklichkeit (The Proposition)